# A Charlie Brown Christmas
A Charlie Brown Christmas (no Brasil, Feliz Natal, Charlie Brown (Herbert Richers) e O Natal do Charlie Brown (VTI); em Portugal, Feliz Natal, Charlie Brown) é um curta-metragem (especial de TV) de animação norte-americano, sendo o primeiro desenho animado da turma dos Peanuts de Charles Schulz. No Brasil foi exibido pelo SBT (anos 1980), Globo (anos 1990) e pela Record (2008), além de ter sido veiculado em fitas VHS (anos 1980) e mais recentemente em DVD.

## Sinopse
Quando Charlie Brown reclama sobre o sentido materialista que as pessoas dão ao Natal, Lucy sugere que ele se torne o diretor de uma peça teatral. Charlie Brown aceita, mas o que deveria ser uma lição, acaba se tornando uma experiência frustrante. Agora, ele deverá pedir a ajuda de Linus para aprender o verdadeiro sentido do Natal.

## Trilha Sonora
A trilha sonora do desenho foi criada pelo pianista de jazz Vince Guaraldi, sendo que algumas músicas são de autoria própria, como Christmas Time is Here e Linus and Lucy, e outras são canções natalinas populares como O Tannenbaum (Pinheirino Agreste) e Jingle Bells (porém com arranjos de jazz). As músicas estão presentes no álbum com o mesmo nome do desenho, lançado por Guaraldi também em 1965.